# Emsetal
Emsetal war eine Einheitsgemeinde im Thüringer Wald, sie liegt am Großen Inselsberg und gehört zum thüringischen Landkreis Gotha. Sie bestand von 1996 bis 2013 aus den bis dahin selbständigen Orten Fischbach, Schmerbach, Schwarzhausen und Winterstein, die jetzt zur Stadt Waltershausen gehören.

## Geografie

Lage der ehemaligen Gemeinde im Landkreis Gotha

### Lage
Die Gemeinde Emsetal befand sich am Westrand des Landkreises Gotha etwa 18 Kilometer (Luftlinie) von der Kreisstadt Gotha entfernt. Die Teilorte von Emsetal lagen am Fuße des Großen Inselsberges und seinen Vorbergen. Nachbargemeinden waren die Stadt Waltershausen und Tabarz im Landkreis Gotha sowie Bad Liebenstein (Ortsteil Steinbach), Ruhla, Seebach und Hörselberg-Hainich im Wartburgkreis.

### Berge und Fließgewässer
Der südliche Teil des Gemeindegebietes war vollständig bewaldet und erstreckte sich bis zum Kamm des Thüringer Waldes mit dem Rennsteig. Als höchste Erhebung galt der nordwestliche Grenzpunkt auf dem Großen Inselsberg (914,2 m ü. NN). Bemerkenswert waren ferner die Berge und Erhebungen: Oberer Beerberg (831,1 m ü. NN), Drehberg (754,3 m ü. NN), Großer Weißenberg (746,7 m ü. NN), Kleiner Weißenberg (724,5 m ü. NN), Kleiner Inselsberg (705,6 m ü. NN), Hübelskopf (694,6 m ü. NN), Breitenberg (634,1 m ü. NN), Thielberg (565,3 m ü. NN), Reitzenberg (481,8 m ü. NN), Grübelsberg (443,7 m ü. NN), Galgenkopf (425,8 m ü. NN) und Sandberg (415,5 m ü. NN). Der nördliche Teil des Gemeindegebietes wurde seit dem Mittelalter landwirtschaftlich genutzt, wobei die Weidewirtschaft dominiert. Der tiefste Punkt befand sich an der Emse im Kaisergrund (305 m ü. NN). Das Gemeindegebiet wurde von der Emse, einem orographisch linkem Zufluss der Hörsel entwässert. In die Emse wiederum mündeten der Fischbach und der Schmerbach als Hauptzuflüsse ein.

### Gemeindegliederung

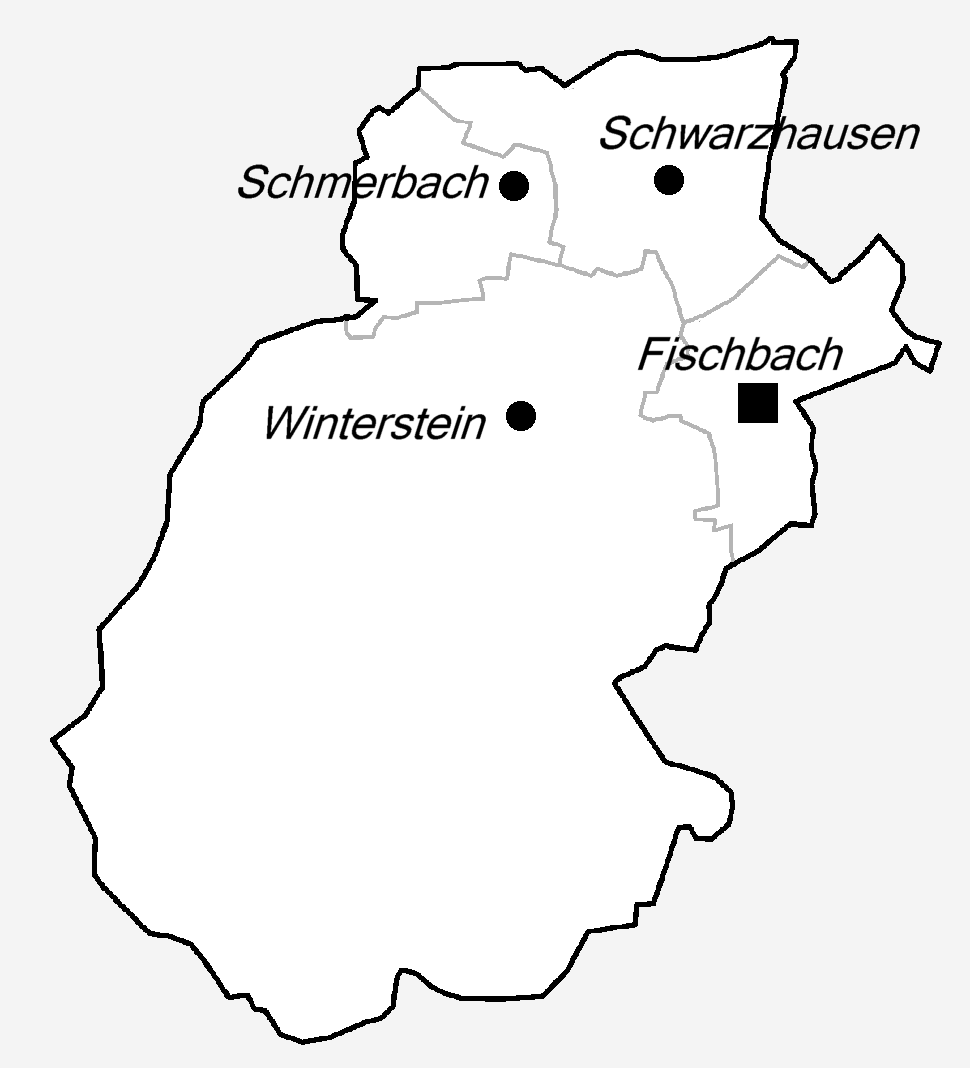
Gemeindegliederung (bis 31. Dezember 2013)

Emsetal bestand aus den Ortsteilen Fischbach, Schmerbach, Schwarzhausen und Winterstein.

## Geschichte
Die Einheitsgemeinde Emsetal entstand 1996 durch den Zusammenschluss der zuvor selbstständigen Gemeinden Fischbach, Schmerbach, Schwarzhausen und Winterstein. Der Name der Gemeinde verweist auf den Fluss Emse.
Als Ausgangspunkt für die Besiedlungsgeschichte des oberen Emsetales wird der Ortsteil Schwarzhausen gewertet. Der Ort wurde bereits 787 erstmals urkundlich erwähnt und war über die Schweinaer Straße mit dem Rennsteig und den Orten südlich des Waldes verbunden. In nördlicher und östlicher Richtung wurden Wege und Straßen in das fruchtbare Thüringer Becken als Altsiedelland genutzt. Kaum fünf Kilometer nördlich befindet sich der sagenumwobene Große Hörselberg mit der bereits in frühgeschichtlicher Zeit bedeutsamen Venushöhle.
Zur Kontrolle der Altstraßen und der ersten Siedlungen wurden Burgen errichtet – hierzu wurde zunächst die Scharfenburg bei Thal erbaut. Die spätere territoriale Entwicklung der Landgrafschaft Thüringen brachte die Errichtung weiterer Befestigungsanlagen mit sich. In dieser Zeit entstand die Burg Winterstein und nur wenige hundert Meter entfernt die kleinere Burganlage Sommerstein, heute noch mit Grabenresten als Bodendenkmal im Gelände vorhanden. Die Herren von Wangenheim und die Herren von Uetterodt waren über Jahrhunderte die dominierenden Geschlechter in den Ortsteilen.
Bodenfunde am Rennsteig und in der Umgebung der Orte belegen die beginnende Suche und Nutzung von Erzvorkommen – schriftlich belegt ist die Kupferverhüttung. Waldbauern und Köhler dürften den größeren Teil der Dorfbevölkerung ausgemacht haben.
Die Gemeinde Emsetal wurde am 31. Dezember 2013 in die Stadt Waltershausen eingegliedert.

## Politik

### Letzter Gemeinderat
Die Kommunalwahl am 7. Juni 2009 führte zur gleichen Verteilung der 16 Sitze im Gemeinderat wie die vorangegangene Kommunalwahl 2004:
- CDU: 10 Sitze
- FWG Emsetal: 4 Sitze
- FDP: 2 Sitze

### Letzter Bürgermeister
Der ehrenamtliche Bürgermeister Klaus Reißig wurde am 10. März 2002 gewählt.

### Eingemeindung
Die Gemeinde Emsetal wurde zum 31. Dezember 2013 nach Waltershausen eingemeindet. Einen entsprechenden Vertrag unterzeichneten beide Bürgermeister am 29. Januar 2013.

## Kultur und Sehenswürdigkeiten

### Fremdenverkehr
- Die Ortsteile besaßen durch ihre Nähe zu den benachbarten Kurorten Tabarz, Friedrichroda und Brotterode eine lange Tradition als Wintersport- und Fremdenverkehrsorte, die auch das kulturelle Leben bereicherte. Am südlichen Ortsrand von Fischbach wurde 1953 die Bergbühne Fischbach errichtet und in Kooperation mit dem Landestheater Eisenach in der Sommersaison bespielt. Dieser Ort war auch Veranstaltungsort von Konzerten und Folkloreveranstaltungen.
- Der Große Inselsberg und der Rennsteig gehörten anteilig zum Gemeindegebiet und waren die bekanntesten Sehenswürdigkeiten.

### Bauwerke
- In Winterstein befanden sich die Ruinen der Burg Winterstein, sehenswert waren auch das Wangenheimer Erbbegräbnis und das Denkmal für den Stutzel sowie die Heimatstube.
- Eine Sehenswürdigkeit am Rennsteig in der Wintersteiner Gemarkung wat die Ruhlaer Skihütte mit dem dort entstandenen Greifvogel-Gehege.
- Das ehemalige Wangenheimer Schloss in Fischbach wurde in Etappen von 1587 bis 1639 erbaut, es beherbergte bis zum 31. Dezember 2013 die Gemeindeverwaltung und eine Heimatstube. Grabsteine dieser Adelsfamilie befanden sich in der Jacobuskirche in der Ortslage von Fischbach.
- In Schwarzhausen befand sich eine weitere Schlossanlage – sie wurde von den Herren von Uetterodt erbaut und wird heute als Schule genutzt.
- Im Ortsteil Schmerbach befanden sich zahlreiche historische Laufbrunnen.

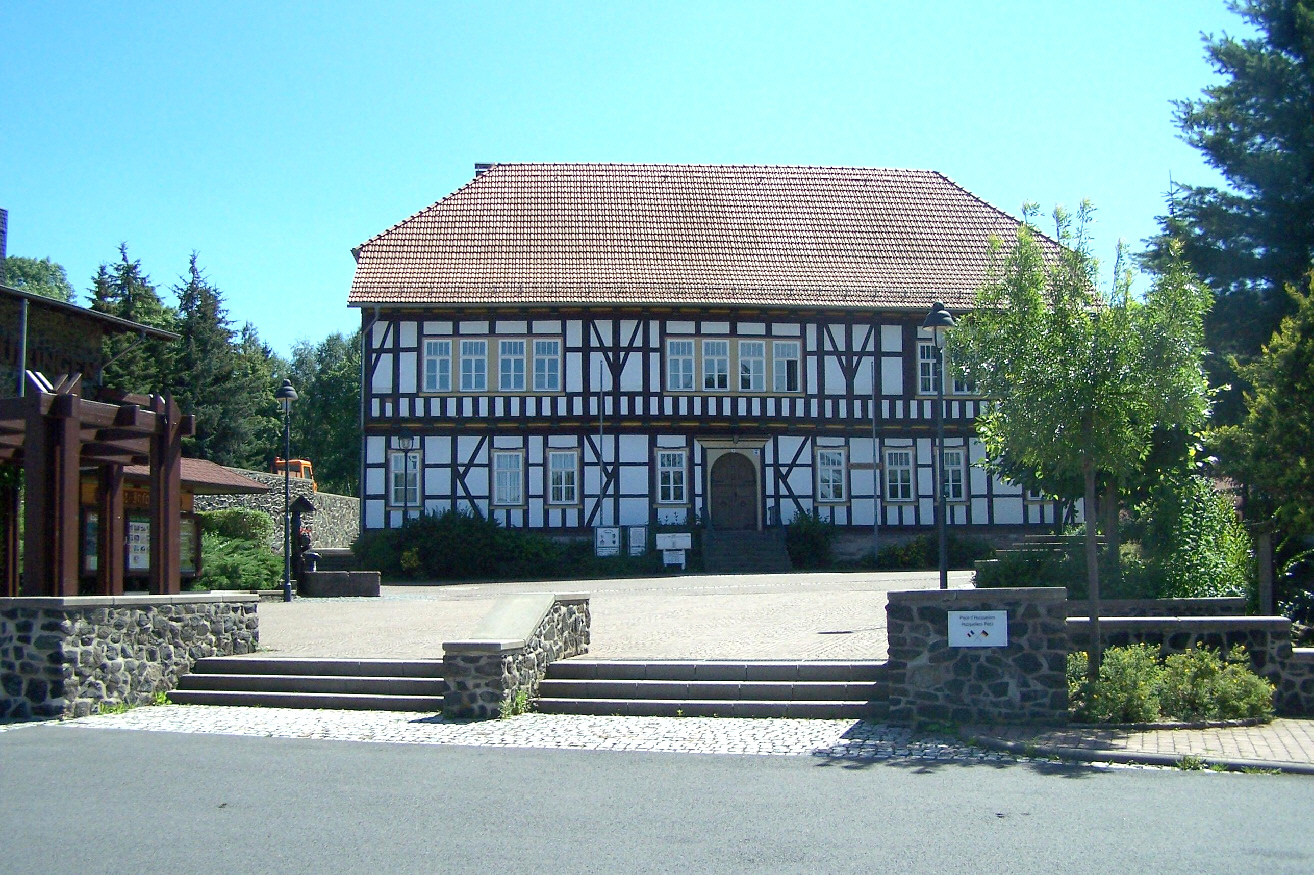
Schloss Fischbach
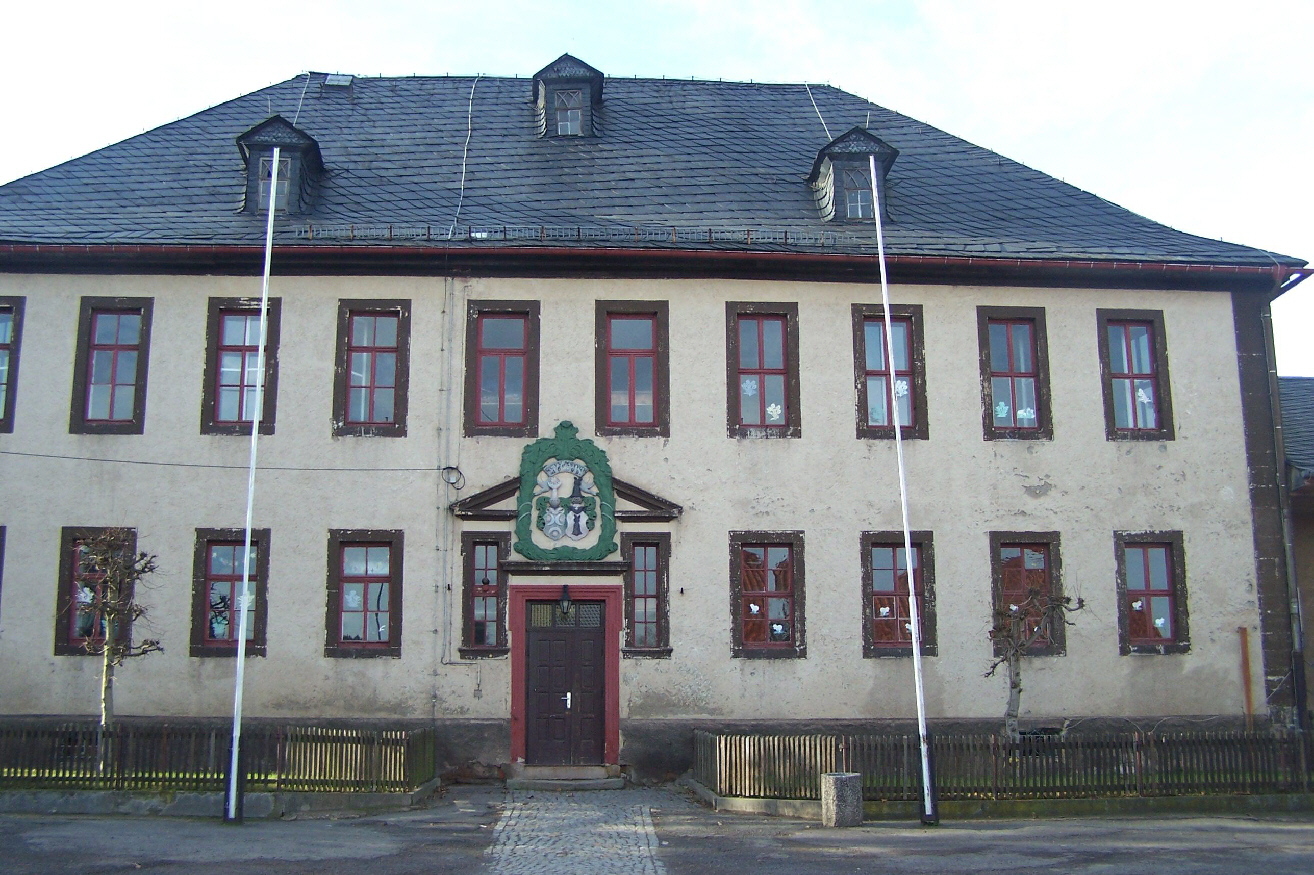
Schloss Schwarzhausen
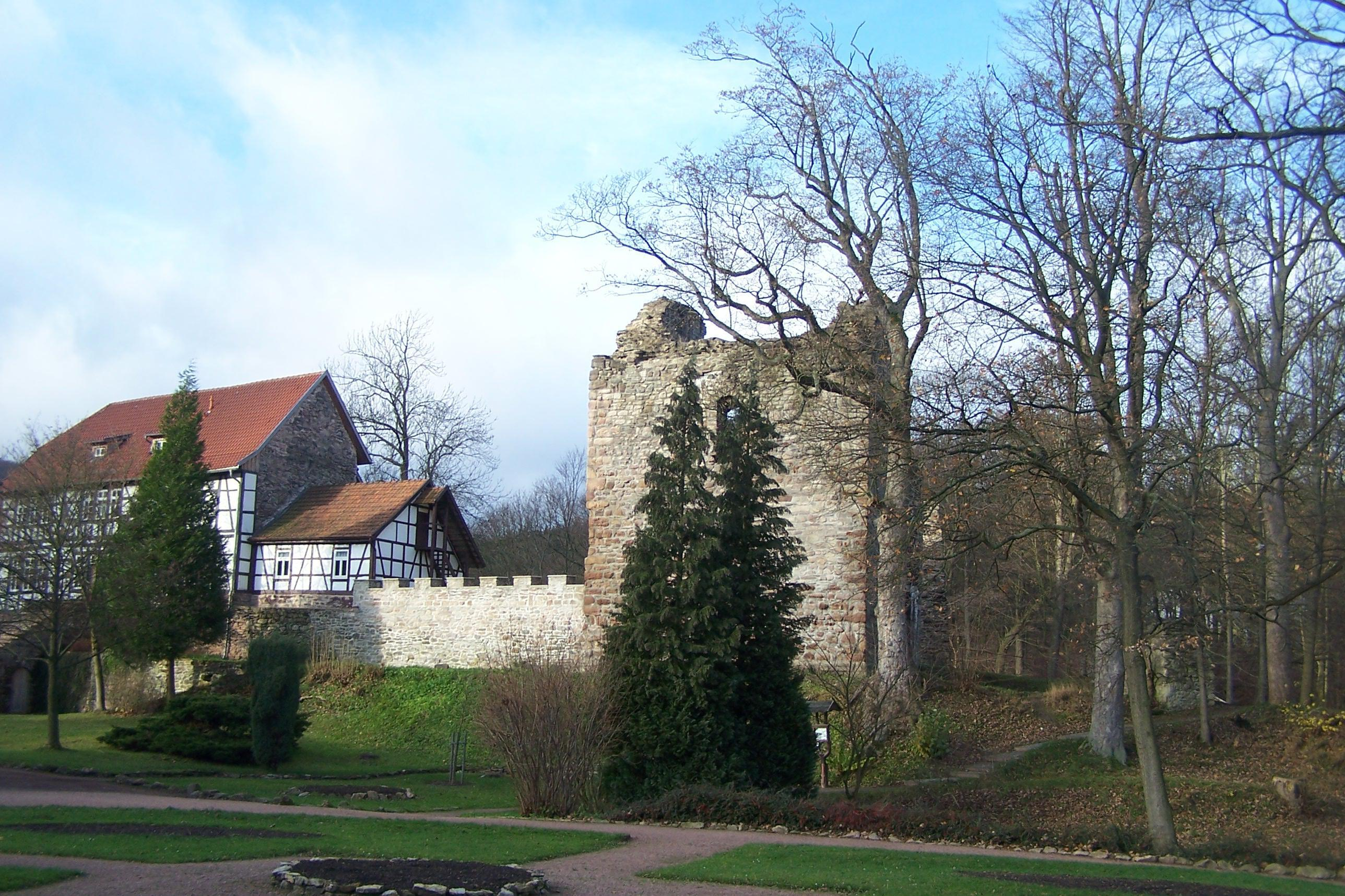
Burg Winterstein
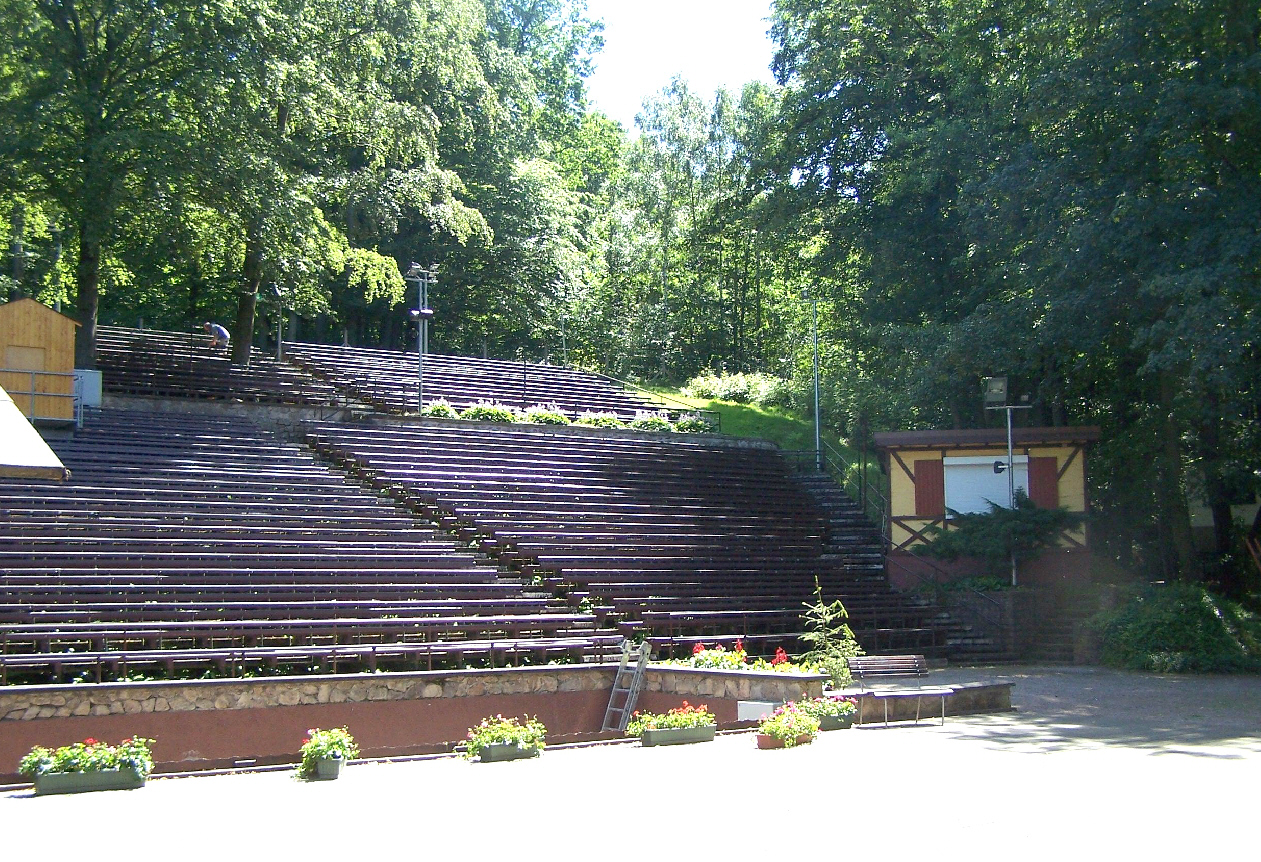
Bergbühne Fischbach
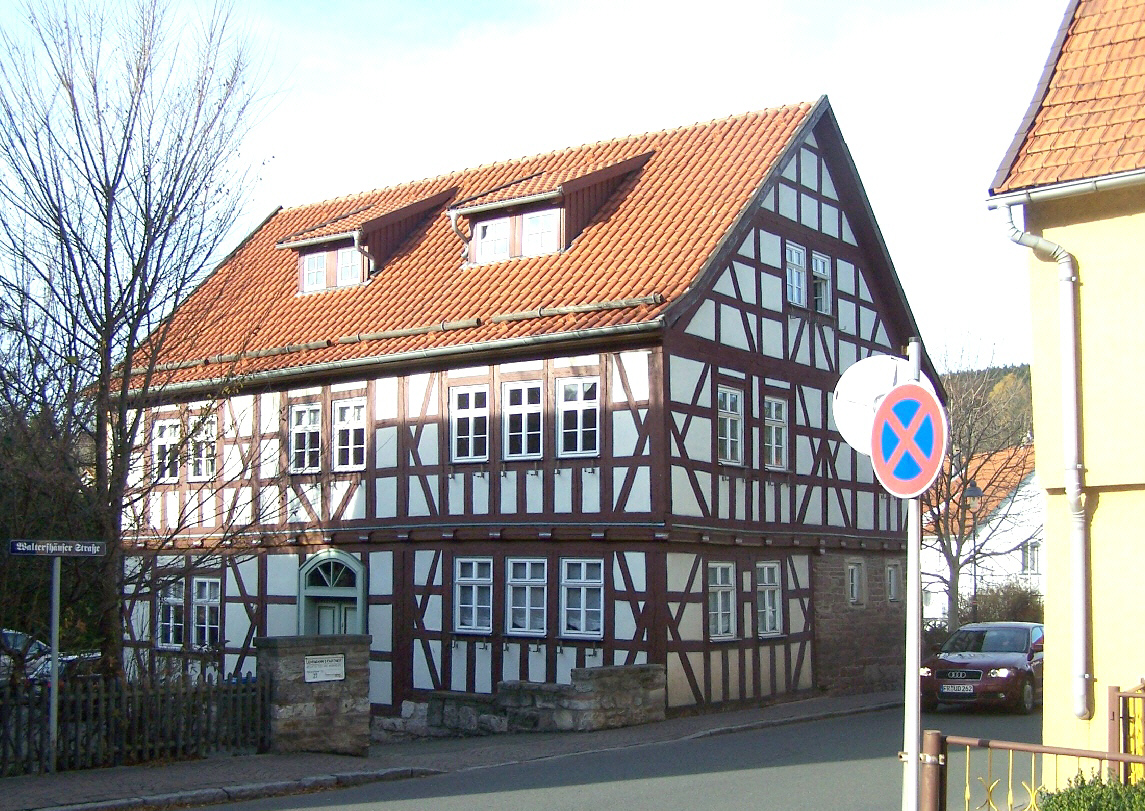
Fachwerkhaus in Schmerbach
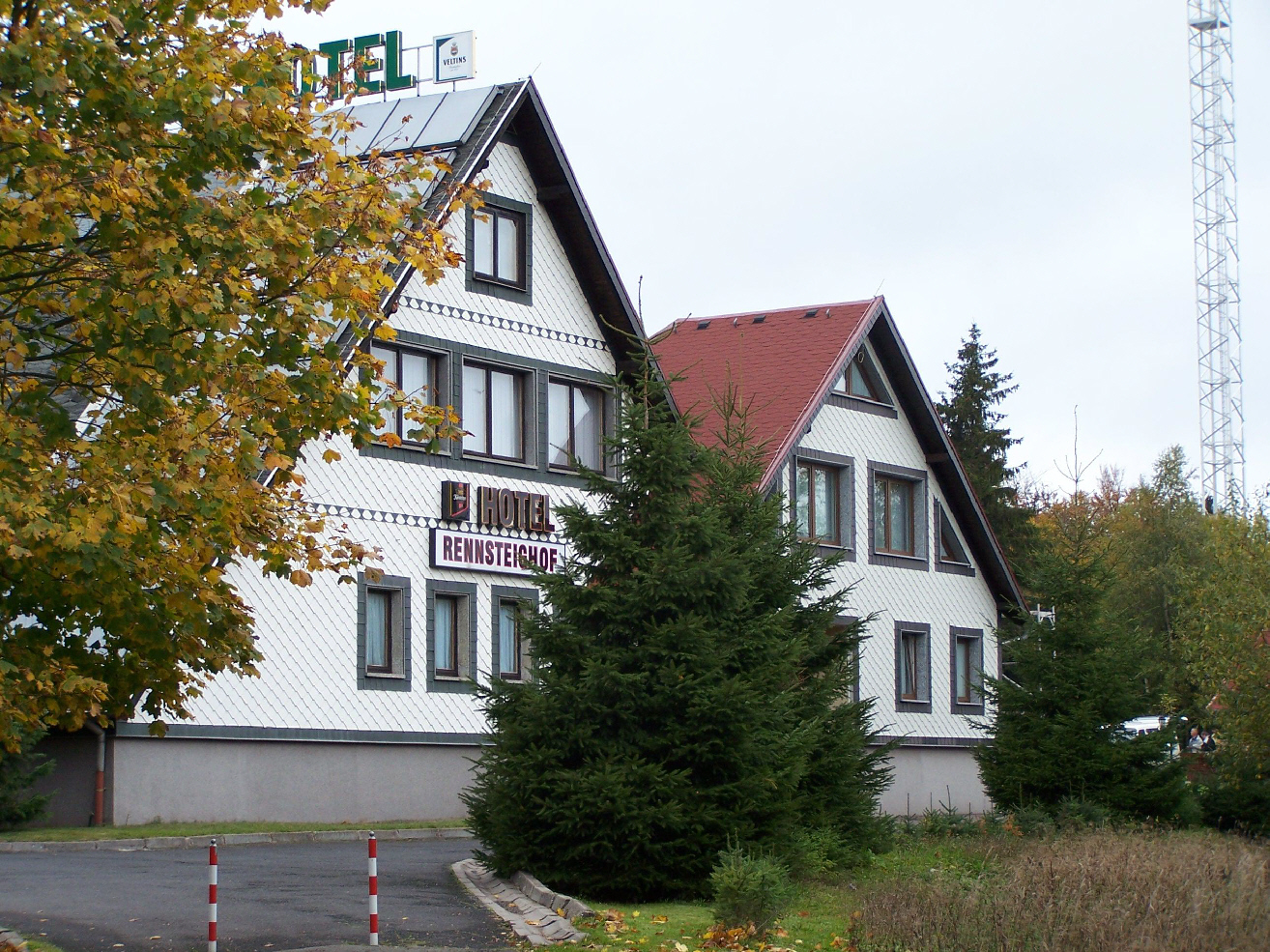
Hotel an der Ruhlaer Skihütte

### Kulturvereine
- Zum kulturellen Leben des Ortes Schmerbach trug auch der Köhlerverein bei. In einem Waldstück nördlich der Ortslage wurde alljährlich das Köhlerfest begangen.
- In allen Ortsteilen wurden zur Unterstützung der Fremdenverkehrsprojekte kulturelle Veranstaltungen als Lieder- und Heimatabende angeboten. Die Heimat- und Geschichtsvereine ermöglichten durch ihre Tätigkeit die Gründung von Heimatstuben in Winterstein und Fischbach. Ein ausgedehntes Netz von Wanderwegen erschließte die Naturschönheiten der Ortsteile.

### Sportvereine
- Nach dem Ersten Weltkrieg begann die Entwicklung des Wintersports im Thüringer Wald. Am Rennsteig entstand auf Initiative von Skiläufern aus Ruhla und Eisenach die Ruhlaer Skihütte, sie wurde zum ersten Zentrum für Wintersportler in der Region. Neben dem Langlauf und Rodeln wurde seit den 1920er Jahren auch das Skispringen nachgefragt, es wurden Schanzenbauten bei Fischbach und Winterstein errichtet, aus wirtschaftlichen Gründen wurden nur noch die Schanzen von Brotterode, Tabarz und Ruhla genutzt.
- Eine große Bedeutung für den Sport besaß der alljährlich veranstaltete Rennsteiglauf an dessen organisatorischer Vorbereitung auch die Sportfreunde aus dem Emsetal mitwirkten.

Der SV Emsetal e. V. war der größte Verein der Einheitsgemeinde Emsetal und wurde am 6. Mai 1999 gegründet. Seine Vorgänger sind der SV Einheit Schmerbach / Schwarzhausen und die Abteilung Fußball des SV Winterstein 90 e. V.

### Motorsport
Der Ortsteil Winterstein war Startort für das von 2005 bis 2009 jährlich ausgetragene ADAC-Rennsteig-Bergrennen. Die Motorsport-Rennstrecke mit 4.100 m Streckenlänge, von Winterstein auf der L 1027 in Richtung Bad Liebenstein bis zum Rennsteig hinauf, lag genau auf der gegenüberliegenden Bergseite des legendären Glasbachrennen. Eine Besonderheit war die Aufteilung des Fahrerlagers: die Tourenwagen standen bis einschließlich 2008 unten im Ort; die Rennwagen oben im Zielbereich.